# نيكولا جيرارد
نيكولا جيرارد هو سياسي كندي، ولد في 5 يونيو 1972 في مونتريال في كندا. حزبياً، نشط في الحزب الكيبيكي. وقد انتخب عضو الجمعية الوطنية في كيبك ‏ وانتخب رئيس-مدير عام Exo (public transit) ‏.